# Osmancık
Osmancık és un districte de la província de Çorum a la regió de la mar Negra a Turquia, a 59 km al nord de la ciutat de Çorum. Està situada a la riba del riu Kızılırmak al peu d'un pic volcànic coronat per un castell que antigament dominava el pont sobre el riu construït suposadament per Baiazet I. La seva producció principal és l'arròs. A la rodalia hi ha restes d'habitatges troglodites.

## Història
Se suposa que era la Pimolisa clàssica, centre de la Pimolisene. L'àrea fou poblada pel clan o tribu Kayı dels oghuz que van emigrar a Anatòlia i sovint s'esmenta que el nom de la ciutat està lligat al cap de la tribu Othman (Osman I) el fundador de la dinastia otomana, que l'hauria tingut en feu; Othman és la versió arabitzada del nom turc Atman (o un de similar) però no es pot establir la relació. Othmanjik vol dir "El Petit Othman" i Ibn Battuta assegura que Osman I va agafar el nom d'Othmandjik per distingir-se del califa Othman. Un altre historiador diu que el nom derivava d'un general de nom Othman que la va conquerir al segle x. És citada repetidament com a lloc de naixement d'Osman I però el cert és que pertanyia als emirs de Kastamonu als que els va arrabassar Baiazet I el 1392. Està en una zona sísmica que per exemple al segle xx va patir no menys de 4 terratrèmols.

## Població
| Població per anys | Població per anys | Població per anys | Població per anys |
| ----------------- | ----------------- | ----------------- | ----------------- |
| Anys              | Ciutat            | Pobles            | Total             |
| 2008              | 24.678            | 26.486            | 51.164            |
| 2000              | 30.423            | 25.335            | 53.758            |
| 1990              | 21.347            | 31.143            | 52.490            |
| 1980              |                   |                   | 63.018            |
| 1970              |                   |                   | 53.849            |
| 1960              |                   |                   | 42.960            |
| 1950              |                   |                   |                   |
| 1927              |                   |                   | 29.184            |
| 1907              |                   |                   | 29.473            |
| 1893              |                   |                   | 17.639            |
| 1831              | 4.349             |                   |                   |

## Personatges notables
- Osmancıklı İmamzade Halil Paşa, home d'estat al servei de Mehmet I.
- Osmancıklı (Amasyalı) Koca Mehmed Nizamüddin Paşa, home d'estat del segle XV
- Pakçemüezzin Baltacı Mehmed Paşa, home d'estat del segle xvii, assenyalat a vegades com a amant de Catarina I de Rússia.
- General Ahmet Çörekçi, antic cap de la Força Eèria Turca

## Llocs interessants
- Al poble d'Ardıç, a l'oest, hi ha una via tallada a la roca pels romans coneguda com a Çalınkaya.
- Pont de Koyunbaba sobre el Kızılırmak, construït el 1489.
- Castell de Kandiber, construït pels seljúcides.
- Tomba del místic sufí Koyunbaba.
- Mítica tomba d'Aquil·les al turó d'Adatepe.